# Falsomesosella perakensis
Falsomesosella perakensis là một loài bọ cánh cứng trong họ Cerambycidae.